# رحلة جبلية رحلة صعبة
رحلة جبلية رحلة صعبة هي سيرة ذاتية للكاتبة والشاعرة الفلسطينية فدوى طوقان تتضمن مجموعة مذكراتها منذ ولادتها إلى سنة 1967،صدرت عن دار الشروق 1985، ويقع المؤلف في 241 صفحة. ترجمت إلى الإنجليزية سنة 1990 من طرف نعومي شهاب ناي وهي شاعرة أمريكية من أصل فلسطيني.

## نبذة عن الكتاب
هذا الكتاب عبارة عن سيرة ذاتية للكاتبة فدوى طوقان .كتبت عن تجربتها ومسار حياتها، فقد بدأت طوقان سيرتها بالبحث في تاريخ ميلادها وذكريات طفولتها و ومعاناتها داخل أسرتها وكيف حرمت من متابعة تعليمها، لكن بمساعدة الأخ الأكبر الشاعر إبراهيم طوقان الذي لاحظ اهتمامها وشغفها بالقراءة فسمح لها باستخدام مكتبته، ثم علمها أصول الكتابة ، ووجهها نحو الشعر إلى أن أصبحت شاعرة. تغيرت حياتها حينما انتقلت للعيش مع أخيها في القدس إلى أن مات سنة 1942 لتعود من جديد للحياة وراء القضبان الحديدية. تطرقت أيضا إلى فترة احتلال فلسطين ونكبة 1948 ومعاناة الشعب الفلسطيني ما دفعها للمشاركة في الحياة السياسية والإجتماعية . أنهت خطابها السير ذاتي بالاستعداد للرحلة إلى إنجلترا من أجل حياة أخرى سنة 1962.

## اقتباسات
“غير أنني كنت أحس بوجود خيط من الشقاء اللامنظور يمتد في أعماقها (تقصد أمها)، وحين كبرت عرفت مصدر ذلك الشقاء الخفي. إنه الحصار والقهر الاجتماعي المفروض على المرأة في بيتنا. كما تأكد لي أن ذلك القهر الذي كانت تعانيه، وعزلتها عن المجتمع خارج البيت هو الذي نمى فيها ملكة السخرية والنكتة الذكية كنوع من التنفيس”.

## التأثير
"رحلة جبلية، رحلة صعبة" لفدوى طوقان ليست مجرد سيرة ذاتية عادية، بل شهادة حية على الصراع بين الحلم الجامح والواقع المعقد، كما وصفها الشاعر الفلسطيني سميح القاسم بقوله: "إنها نقيض العادي وشاهد ثقة على الانشطار الهائل بين الحلم والواقع." هذا العمل الأدبي، كما يرى النقاد، ليس مجرد توثيق ذاتي، بل ثورة على النظرة النمطية للمرأة، إذ سعت فدوى من خلال سيرتها إلى تصحيح التصورات المجتمعية الجامدة، مؤكدة أن المرأة كائن يشعر ويتوق للحياة والفرح مثل أي إنسان آخر.